# 道格拉斯·史密斯
道格拉斯·史密斯（Douglas Alexander Smith，1985年6月22日—）是一位加拿大男演員，他最著名的作品是在HBO電視劇《三棲大丈夫》中飾演Ben Henrickson角色。史密斯出生在加拿大多倫多。

## 外部連結
- 道格拉斯·史密斯在互联网电影资料库（IMDb）上的資料（英文）